# Challenger de Heilbronn 2009
El torneo Intersport Heilbronn Open 2009 fue un torneo profesional de tenis. Perteneció al ATP Challenger Series 2009. Se disputó su 22.ª edición sobre superficie dura, en Heilbronn, Alemania.

## Campeones

### Individual Masculino
- Benjamin Becker derrotó en la final a  Karol Beck, 6–4, 6–4

### Dobles Masculino
- Karol Beck /  Jaroslav Levinský derrotaron en la final a  Benedikt Dorsch /  Philipp Petzschner, 6–3, 6–2